# Остготское завоевание Италии
Остготское завоевание Италии — военный конфликт 489—493 годов между варварами и римлянами короля Италии Одоакра с одной стороны и остготами короля Теодориха Великого с другой. Одно из важнейших событий Великого переселения народов, итогом которого стала варваризация Апеннинского полуострова.
В 488 году под влиянием византийской дипломатии остготы начали переселение из Мёзии на Апеннинский полуостров. Победив по пути гепидов, в 489 году они вторглись в государство Одоакра. В течение года война шла с переменным успехом. Сражения между противниками были настолько ожесточёнными, что Теодориху Великому несколько раз приходилось участвовать в рукопашных схватках. По утверждению его современников, иногда только личное мужество короля остготов вдохновляло его подданных на дальнейшее сопротивление Одоакру. В конце концов победа в 490 году в сражении на реке Адда позволила Теодориху Великому получить стратегическую инициативу и осадить Одоакра в его столице Равенне. После почти трёхлетней осады правитель Италии должен был 25 февраля 493 года заключить договор с королём остготов, но уже 15 марта он был собственноручно убит Теодорихом Великим.
После убийства Одоакра Теодорих Великий стал новым правителем владений бывшей Римской империи на Апеннинском полуострове, основав здесь просуществовавшее до 554 года Остготское королевство.

## Исторические источники
Об остготском завоевании Апеннинского полуострова сообщается во многих раннесредневековых исторических источниках. Наиболее подробные нарративные источники — «Панегирик Теодориху» Магна Феликса Эннодия и хроника Анонима Валезия. Более краткие, но значительно дополняющие свидетельства об этом событии, содержатся также в «Старших Венских фастах», «Копенгагенском продолжении „Хроники“ Проспера Аквитанского», «Хронике» Кассиодора, «О происхождении и деяниях гетов» и «Сокращении хроник» Иордана, «Войне с готами» Прокопия Кесарийского, «Церковной истории» Захарии Ритора, «Церковной истории» Евагрия Схоластика, «История» Иоанна Антиохийского, «Галльской хронике 511 года», хронике Марцеллина Комита, «Истории» Иоанна Малалы, «Хронике» Иоанна Никиусского и «Хронографии» Феофана Исповедника.
Все эти труды созданы уже после утверждения остготов на Апеннинском полуострове и, в большей части, описывают события с точки зрения победителей. Некоторые из авторов этих сочинений (например, Магн Феликс Эннодий) были заинтересованы в поддержании хороших отношений с Теодорихом Великим и его преемниками. Поэтому в описывающих остготское завоевание Италии трудах содержатся очень лестные характеристики личных качеств, военных и государственных талантов Теодориха Великого, а деятельности Одоакра даются негативные оценки. Современные нам историки считают, что только научный метод и критический анализ источников позволяют установить ход и взаимосвязь происходивших в 489—493 годах событий.

## Предыстория

### Остготы

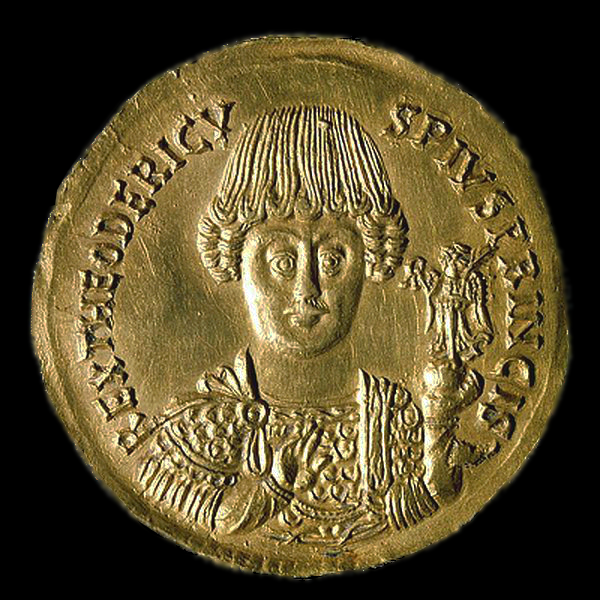
Изготовленная между 493 и 526 годами монета с изображением Теодориха Великого

Последовавший за битвой при Недао (454 год) распад Гуннской державы сделал остготов соседями Византии. В 460-х годах это был разделённый на две части народ: одной его частью, жившей в Паннонии, правили три брата из династии Амалов: Теодемир, Валамир и Видимир I; другой частью, жившей в Нижней Мёзии и Фракии, правил Теодорих Страбон. Не способствовали объединению остготов и многочисленные конфликты, в которые они вступали как между собой, так и со своими соседями: гуннами Денгизика, герулами, свевами Хунимунда и сарматами Бабая. Обе группы остготов пытались заручиться поддержкой византийских императоров: то заключали с византийцами союзы, становясь их федератами, то пытались добиться своих целей силой, вступая в военные конфликты с восточной частью Римской империи. Начиная с правления Льва I Макеллы, византийцы стали отдавать предпочтение мёзийским остготам, в 473 году даже признав Теодориха Страбона «королём всех готов».
В 469 или 470 году правителем части остготов вместо Валамира стал Теодорих Великий, после смерти своего отца Теодемира в 474 году получивший власть над всеми паннонскими остготами. В 478—483 годах он вёл войну с византийцами, желая заставить императора Зинона отказаться от поддержки Теодориха Страбона. Когда же в 481 году Теодорих Страбон погиб, а его сын Рекитах в 484 году при попустительстве Зинона был собственноручно убит Теодорихом Великим в Константинополе, правитель паннонских остготов соединил под своей властью бо́льшую часть разрозненных ранее соотечественников. Незадолго до убийства Рекитаха Теодорих Великий заключил мир с Зиноном, вынудив императора признать его королём остготов и передать ему Прибрежную Дакию и часть Нижней Мёзии. Столицей остготов стал город Новы (современный Свиштов). Отсюда Теодорих Великий отправился в Константинополь, где его приняли с большим почётом и сделали консулом. Однако отношения между Зиноном и правителем остготов ухудшились, когда император пожелал заменить Амала Германарихом, близким родственником Теодориха Страбона. Это стало поводом для ведшейся в 486 и 487 годах новой войны между остготами и византийцами.

### Государство Одоакра

#### Приход Одоакра к власти

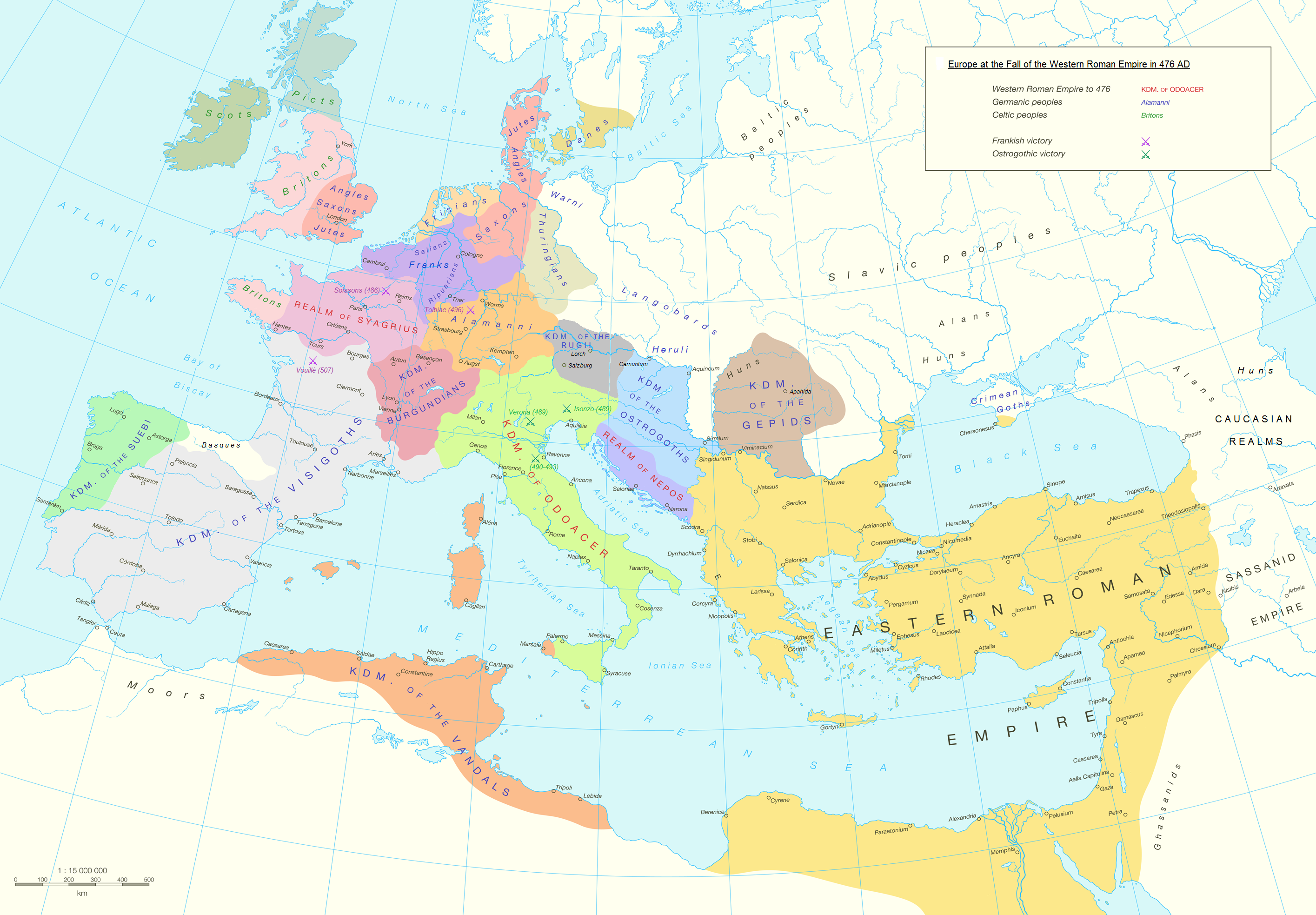
Европа и Ближний Восток в 476 году

В 476 году вождь федератов Одоакр, «человек достойного возраста и разума, а также сведущий в военном деле», сверг западно-римского императора Ромула Августа и сам стал правителем Римской Италии. Одоакр не принял императорский титул, а довольствовался титулом «король» (лат. rex). Таким образом был положен конец существованию Западной Римской империи. На территории итальянских владений Римской империи было образовано первое из варварских королевств в истории Апеннинского полуострова — королевство Одоакра.
Оставив государственную администрацию в ведении римлян, Одоакр установил хорошие отношения с сенаторами, особенно с членами родов Дециев и Анициев. Предполагается, что получив власть, новый правитель Италии отобрал треть земель у местной римской знати и роздал в награду своим воинам. Позднее Одоакр в значительной мере компенсировал эти потери аристократии, неоднократно выделяя представителям знати богатые земельные наделы из принадлежавшего государству имущества. Однако также высказываются и сомнения в том, что ещё не утвердивший свою власть правитель, мог пойти на столь сильное ущемление интересов знати: возможно, Одоакр ограничился только денежными выплатами войску из государственной казны.
Скорее всего, Одоакр намеревался пойти по пути других варварских вождей, которые были фактическими правителями Западной Римской империи при номинальных императорах. Разница в том, что новый правитель Италии не собирался возводить на престол особого императора для западной части Римской империи. Не входило в планы Одоакра и признать над собой власть жившего изгнанником в Салоне свергнутого в 475 году с престола Юлия Непота.

#### Внешняя политика Одоакра

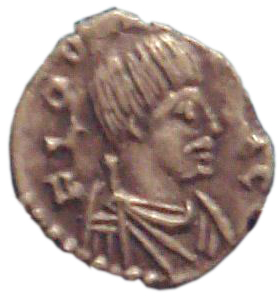
Изготовленная в Равенне в 477 году монета с изображением Одоакра

Одоакр считал себя законным правителем Римской Италии, но различными мерами всячески демонстрировал свою лояльность византийскому императору Зинону, указывая, что совсем не обязательно иметь двух глав для некогда единого государства. О дипломатии Одоакра в отношении императорского двора в Константинополе в конце 470-х годов сообщается в «Византийской истории» Малха Филадельфийца. В 477 или 478 году Одоакр направил в Константинополь посольство, которое от имени римского сената испросило и получило для нового правителя Римской Италии титул патриция и имя Флавий (лат. Flavius Odovacer). Одоакр также отослал Зинону инсигнии римских императоров. Таким образом Зинон фактически одобрил действия Одоакра, не оказав Юлию Непоту какой-либо значительной военной помощи. Тем не менее Одоакр с точки зрения византийцев был лишь патрицием на службе Юлия Непота. Поэтому император Зинон требовал от Одоакра демонстрировать верность находившемуся вне Италии государю. Юридически статус Одоакра был таким же, какой имели более ранние римские военачальники варварского происхождения: Рицимер, Гундобад или Флавий Орест.
В 480 году с согласия Зинона Одоакр впервые с 472 года назначил консула для западной части бывшей Римской империи: им стал Флавий Цецина Деций Максим Василий Юниор. К тому же времени относится и начало изготовления монет с монограммой Одоакра в легенде: «FL(avius) OD(ov)AC(r)». Эти изменения в статусе Одоакра связывают с гибелью в 480 году Юлия Непота, убитого комитами Виатором и Овидой, хотя решение о назначении Одоакром консула должно было быть принято ещё до убийства жившего в изгнании императора.
Однако всё большее и большее проявление Одоакром самостоятельности в управлении Италией привели к возникновению проблем между ним и императорским двором в Константинополе. Даже гибель Юлия Непота, после которой Зинон формально стал единовластным правителем Римской империи, и казнь убийц по приказу Одоакра не сделала отношения между властителями Италии и Византии более дружелюбными.
Не способствовала сближению с Византией и проводимая Одоакром независимая от императора внешняя политика. В том числе, после гибели Юлия Непота Одоакр в 481 или 482 году нанёс военное поражение комитам Виатору и Овиде и установил контроль над Далмацией, сделав её своим личным владением.
В 484 году правитель Италии оказался замешанным в мятеже Илла. Глава восставших обратился за военной помощью к Одоакру, и хотя тот сначала отклонил просьбу мятежников, затем всё же в 486 году начал склоняться к идее поддержать противников Зинона. Это было расценено императорским двором в Константинополе как предательство со стороны правителя Италии. В ответ Зинон убедил короля ругов Фелетея разорвать союз с Одоакром и начать подготовку к нападению на владения правителя Италии. Однако в конце осени 487 года Одоакр во главе большого войска сам вторгся в Ругиланд и в сражении разбил Фелетея. Затем короля ругов и его жену Гизо пленили, привезли в Равенну и здесь казнили. Спастись удалось только их сыну Фридериху. В 488 году он попытался возвратиться в Норик, но итальянское войско во главе с Онульфом вынудило его бежать к остготам, а местные жители римского происхождения по приказу Одоакра были переселены комитом доместиков Пиерием на Апеннинский полуостров. Это окончательно положило конец существованию королевства ругов, территорию которого вскоре заняли переселившиеся сюда лангобарды. Часть захваченных в войне с ругами богатых трофеев Одоакр в сопровождении магистра оффиций Андромаха отослал Зинону. Однако эти дары не смогли улучшить отношения между правителем Италии и византийским императором и Зинон уже в том же 488 году стал инициатором переселения остготов Теодориха Великого на Апеннинский полуостров.
В сентябре или октябре 476 года Одоакр заключил соглашение с королём вандалов Гейзерихом и возвратил контроль над Сицилией (кроме Лилибея): он получил остров в обмен на ежегодную дань его прежним владельцам. В то же время Одоакр не предпринимал никих мер для восстановления власти над территориями Западной Римской империи в Галлии: здесь вестготы без какого-либо сопротивления со стороны правителя Италии продолжали расширять свои владения, при короле Эйрихе завоевав ранее находившийся под властью императоров Прованс. Уже в 477 году Одоакр признал утрату этих территорий в обмен на обязательство правителя вестготов не распространять свои владения на находившиеся к югу от Альп земли. Правивший же землями к северу от Луары Сиагрий не только не признавал над собой власти Одоакра, но даже обращался к Зинону с предложением организовать поход галльской армии для восстановления на престоле Юлия Непота.

#### Религиозная политика Одоакра
Хотя Одоакр был арианином, в отличие от многих своих единоверцев в вопросах религии он придерживался веротерпимости. Так, правитель Италии оказал помощь епископу Павии Епифанию и освободил город от налогов на 5 лет. Ещё одним способом показать свою лояльность христианам-никейцам было вмешательство короля в дела префекта претория Пелагия, виновного в обложении налогами церковной собственности Епифания: по приказу Одоакра чиновника арестовали.
После смерти в 483 году папы римского Симплиция Одоакр направил на выборы его преемника своим представителем префекта претория Флавия Цецину Деция Максима Василия Юниора. Когда же новым папой римским был избран Феликс III (II), Одоакр повелел, чтобы ни один из наместников Святого Престола не занимал тот без одобрения своей кандидатуры светским правителем Италии. Тогда же Одоакр издал указ, под угрозой анафемы запрещавший папе римскому отчуждать какие-либо церковные земли или утварь. Этот декрет в 502 году был осуждён на синоде папой римским Симмахом как неоправданное вмешательство гражданской власти в дела церкви.
В то же время Одоакр поддержал папство в споре с патриархами Константинопольскими об Акакианской схиземе, начавшейся после издания в 482 году Зиноном «Энотикона». Для отстаивания точки богословских взглядов итальянских христиан-никейцев правитель Италии в 488 году даже направил в Константинополь посольство во главе с магистром оффиций Андромахом.

## Начало переселения остготов в Италию

### Причины переселения

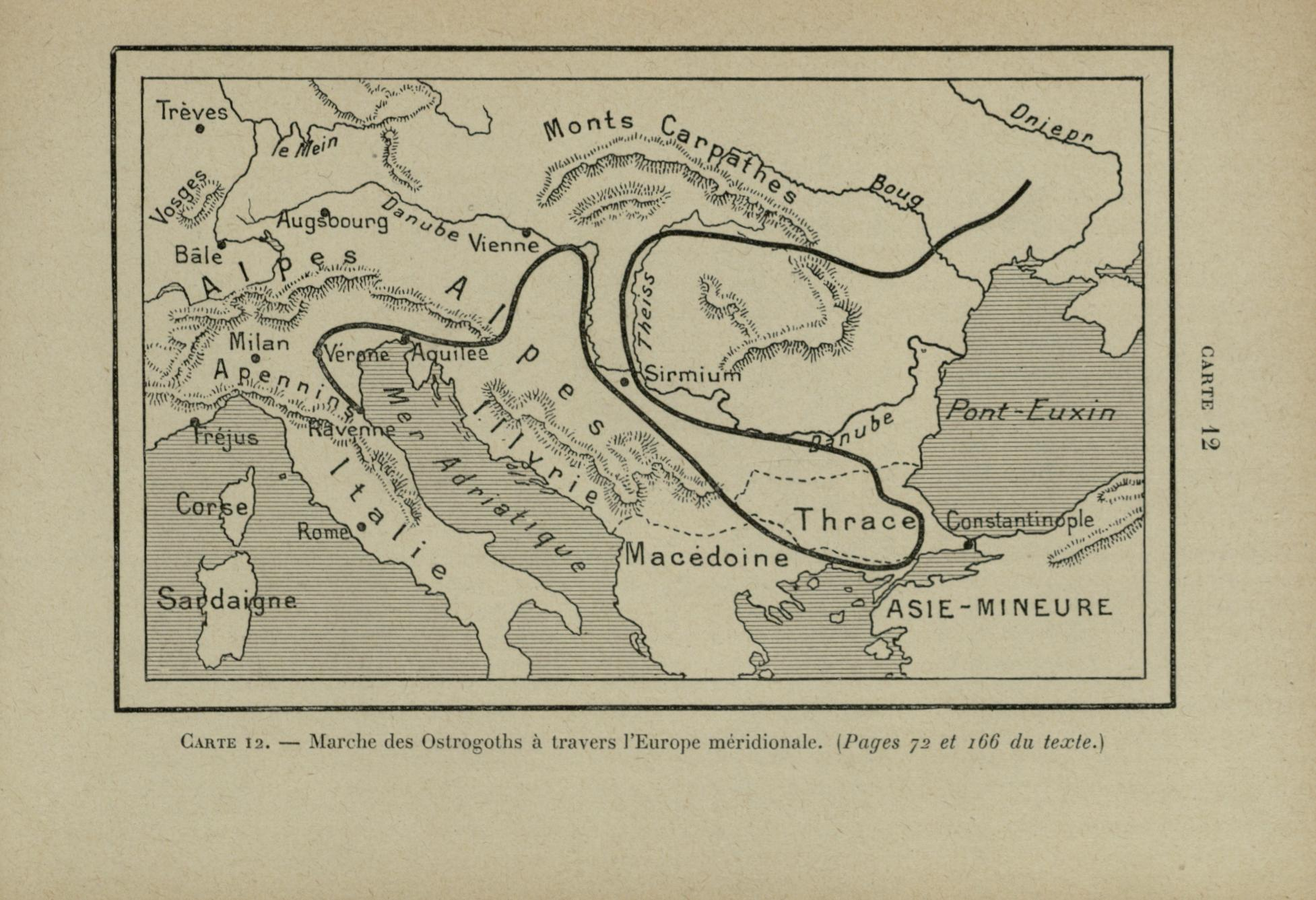
Путь миграции остготов из Приднепровья на Апеннинский полуостров.
Карта из книги 1903 года

Переселение таких ненадёжных союзников как остготы как можно дальше от границ Византии было выгодно императору Зинону, опасавшемуся растущего авторитета Теодориха Великого среди придунайских варваров. Из-за этого, намереваясь сразу решить две проблемы — с Одоакром и Теодорихом Великим, император инициировал переселение остготов в Италию. Скорее всего, между Зиноном и Теодорихом было заключено соглашение, что в случае победы остготов их король будет управлять Италией от имени императора Византии. Однако также возможно, что император так сильно хотел избавиться от присутствия остготов вблизи Константинополя, что каких-либо точных договорённостей о будущем Италии между Зиноном и Теодорихом Великим так и не было заключено.
Согласно Х. Вольфраму, среди главных причин остготского переселения на Апеннинский полуостров было желание Теодориха Великого не повторить ошибки Теодориха Страбона, к концу жизни ставшего угрозой для Византии, так как в продолжительном конфликте остготы не смогли бы противостоять империи. Вот почему Теодорих Великий предпочёл переселиться как можно дальше от Константинополя. Уйдя в Италию на войну с Одоакром, Теодорих Великий стал союзником Зинона, что помешало императору предпринимать какие-нибудь антиостготские действия. В качестве повода король остготов использовал многолетний конфликт между герулами и ругами, выставляя себя не только посредником в споре, но и освободителем итальянских римлян. Кроме того, после гибели Юлия Непота отношения между Одоакром и Зиноном ухудшились и, вероятно, византийский император с радостью согласился поддержать уход одних своих соперников, чтобы их руками нанести поражение другому своему сопернику. В этом случае Теодорих Великий выступал как посланец византийского императора. Также возможно, что Теодорих Великий не хотел зависеть от византийских субсидий, понимая, что финансовая зависимость остготов от императора делает их покорными исполнителями воли Зинона. Ещё одной из причин переселения могло быть желание Теодориха завладеть плодородными землями с развитой сельскохозяйственной инфраструктурой, так как проживанию остготов на придунайских территориях часто сопутствовал недостаток продовольствия.
Возможно, стремление Теодориха Великого двинуться именно в Италию подогревалось и личными мотивами: кровной местью или за своего родича, короля Валамира, погибшего в сражении с войском отца Одоакра Эдикой, или за казнённых правителем Италии членов королевской семьи ругов.

### Силы сторон

#### Остготы
Войско Теодориха Великого состояло из разных групп остготов: как всегда подвластных Амалам, так и «мёзийских готов». Король остготов даже пригласил с собой в Италию крымских готов, но те отказались. Таким образом, переселенцы были многонациональны по составу и включали даже неготские народы: ругов, вандалов, аланов, герулов, сарматов, тайфалов, гепидов и алеманнов. Кроме того, в их числе находились римляне, которые были «готами в душе» и жители Бреона (в современном Тироле). Это стало началом этногенеза остготов.
Современники событий не оставили каких-либо свидетельств о точном числе переселившихся на Апеннинский полуостров остготов. Однако все они сообщали об очень большом числе переселенцев. Так, епископ Эннодий Павийский описывал полчища Теодориха Великого «бесчисленными, как песок и звёзды».
Вслед за этими сведениями о массовом переселении варваров как о неоспоримом факте сообщалось и в трудах многих историков Нового времени. Р. Паллманн полагал, что остготов было 300 000 человек, а ругов — от 40 000 до 50 000 человек. Ф. Дан считал, что Теодорих Великий возглавлял 250 000 подданных. Такого же мнения придерживался и И. М. Гревс, писавший о пришедшей в Италию «толпе остготов с семьями и имуществом, в числе около 250 000 человек». Т. Ходжкин оценивал общее число переселенцев до 200 000 человек. Из более поздних авторов П. Хизер, Х. Вольфрам и Р. Штайнахер считали подданных Теодориха Великого кочующим народом в 100 000 человек, состоявшим из воинов и 80 000 женщин, детей, стариков, больных и рабов. В противоположность этому Р. Кёпке считал, что на 20 000 воинов приходилось примерно 60 000 членов их семей, но так как это число казалось ему заниженным, он также увеличивал общее число переселенцев приблизительно до 200 000 человек. И. Сивянне писал, что «обычно предполагается, что их [остготов] было 20 000—30 000 воинов и членов их семей, но предполагалось даже всего 10 000 человек». По его мнению, это наименьшее число воинов, так как для завоевания Италии Теодориху Великому требовалась значительно большая армия. Для И. Сивянне даже оценки Т. Ходжкина были весьма занижены и скорее верны данные Прокопия Кесарийского о примерно ста пятидесяти тысячах воинов, бывших в распоряжении остготских королей в первой половине VI века. Таким образом, хотя за полвека остготского владычества в Италии число остготов выросло, число подданных Теодориха Великого при приходе на Апеннинский полуостров должно было составлять около 150 000 воинов.
Согласно другой точке зрения, распространённой среди современных нам авторов, число воинов в войске Теодориха Великого было не очень велико, а основную массу переселенцев составляли члены их семей и прочие сопровождавшие подобные передвижения персоны. Такого мнения придерживались, например, Х. Вольфрам, В. Гизе и С. Макдауэлл, считавшие, что шедших на Апеннинский полуостров воинов было 20 000 человек. По мнению Р. Кёпке, это число надо увеличить вдвое, так как только такое количество остготов позволило бы Теодориху Великому завоевать Италию. В пользу меньшего числа подданных Теодориха Великого высказывался П. Хизер. Первоначально он полагал, что остготских воинов было от 10 000 до 20 000, но в более поздних работах он высказывался о только приблизительно 10 000 воинов, число которых увеличилось до 20 000 после присоединения к переселенцам остготов Теодориха Страбона. Таким образом, по мнению этого историка переселенцев на Апеннинский полуостров было не меньше чем 10 000 воинов, но наиболее вероятная оценка — 20 000 воинов. По мнению М. Хамфриса, войско Теодориха Великого не могло превышать 25 000 воинов. Другие историки высказывались в пользу более высокого числа переселенцев: например, Т. Ходжкин — 40 000 воинов. С подобной точкой зрения выступил и Т. С. Бёрнс, который утверждал, что число гражданских лиц среди переселенцев было значительно меньше и общее число прибывших на Апеннинский полуостров с Теодорихом Великим не превышало 40 000 человек: из них 20 000 были воинами. В то же время Прокопий Кесарийский в «Войне с готами» сообщал о том, что остготы во время Готских войн могли выставить войско в 150 000 воинов (в основном всадников). Так что у них было приблизительно 200 000 воинов. Это мнение поддерживали Р. Паллманн и Ф. Дан. В свою очередь Р. Штайнахер утверждал, что в Позднюю Античность ни одна армия не могла превышать 30 000 воинов. Этот историк считал, что войско остготов при переселении на Апеннинский полуостров составляло от 15 000 до 20 000 воинов. С. Макдауэлл в этой связи отмечал, что по утверждению Иордана в сражении с сарматским царём Бабаем Теодорих Великий командовал войском из 6000 воинов. В свою очередь, у Теодориха Страбона было 13 000 воинов, так как император Зинон предложил оплатить услуги и дать пищу только тем остготам, которые будут находиться на византийской службе. Хотя общее число остготов Теодориха Страбона было, вероятно, больше, так как в эти 13 000 входили только отборные отряды остготских воинов.
В отношении ругов П. Хизер считал, что после поражения от герулов их военная сила была типичной для дунайских племён того времени: равной или уступающей герулам. Р. Штайнахер считал Ругиланд типичной дунайской державой, хотя и более слабой, чем их соперники, оценивая его войско от 5000 до 10 000 воинов.
Главной ударной силой Теодориха Великого была хорошо вооружённая остготская конница, в то время как пехота, хотя и уже приобретшая опыт в боях с византийцами, не могла противостоять более обученным пешим воинам.

#### Государство Одоакра
По мнению И. Сивянне, в распоряжении Одоакра должны были быть 100 000 человек. Однако П. Хизер указывал, что в середине VI века жившие на Дунае герулы могли мобилизовать только 5000 воинов. В 511 году герулы были разделены: часть переселилась на римские территории, часть осталась на землях к северу от Дуная. Те и те время от времени то враждовали, то союзничали с римлянами. Таким образом, до их разделения у герулов должны были быть от 5000 до 10 000 воинов и более 20 000 членов их семей.
Гепиды же во время битвы на Каталаунских полях в 451 году могли мобилизовать от 5000 до 10 000 воинов.
Вероятно, бо́льшую часть войска Одоакра составляли бывшие римские федераты из различных германских племён, а также всадники из аланов и скиров. Скорее всего, герулы, имевшие репутацию «лучшей пехоты того времени», были наиболее боеспособной частью войска, в которое также входили руги, туркилинги, готы и другие варвары.

### Военные действия вне Апеннинского полуострова
К 488 году Теодорих Великий объединил под своей властью бо́льшую часть остготов. В Новах к ним присоединились руги Фридериха. Остготы дождались окончания сбора урожая, чтобы не грабить византийские области и иметь провиант, а затем двинулись к Сирмию (современная Сремска-Митровица).
Осенью на берегах реки Ульки (около современного Вуковара; там, где Вука впадает в Дунай) остготы столкнулись с хорошо укрепившимся войском гепидов под командованием короля Трапстилы. Тот отказался пропустить Теодориха Великого через свои владения: неизвестно, то ли как союзник Одоакра, то ли как личный враг остготов. Остготы, возможно страдая от голода и холода, в отчаянии послали вперёд свой авангард, который пересёк болотистую местность. Сам Теодорих Великий сначала оставался в тылу с отрядом воинов. Однако увидев затруднительное положение своих соплеменников, с большой доблестью атаковали центр врага. Под его началом остготы обратили своих врагов в бегство. Одновременно воины Теодориха Великого на флангах обрушились на оставшихся без надежды на бегство гепидов и безжалостно истребили бо́льшую их часть. Король остготов лично возглавил штурм укрепления и захватил их, включая вражеский обоз.
Столица гепидов Сирмий был захвачен, а само их государство перестало существовать. Дождавшись на землях современной Словении сбора урожая 489 года, войско остготов двинулось через плато Грушица и дошло до реки Випава. Здесь к ним присоединились ещё руги, но здесь же остготы подверглись нападению сарматов.

## Завоевание остготами Италии

### Вторжение остготов на Апеннинский полуостров
Войско Теодориха Великого шло вдоль реки к мосту Зонти (через реку Изонцо), где они встретили армию во главе с самим Одоакром. 28 августа остготы атаковали и обратили своих врагов в бегство. Немногочисленные свидетельства о сражении сообщают, что оно произошло на мосту. Теодорих Великий с остготскими всадниками предпринял атаку через мост, в то время как его пехота переправилась через реку где-то поблизости. Боясь попасть в окружение, Одоакр отступил к реке Адидже. Возможно, столь дальний отход Одоакра был вызван его желанием собрать как можно большее войско. После этой победы остготы вошли в «империю Италии» (лат. Italiae imperium).
От Изонцо остготы двинулись к Вероне и здесь снова были встречены войском Одоакра. 27 или 30 сентября 489 года армия Теодориха Великого сходу атаковал итальянцев и, возможно, обошла своих врагов с фланга. При этом король остготов продемонстрировал личную храбрость и военный талант. По утверждению Магна Феликса Эннодия, сражение началось атакой остготов на находившихся вблизи реки герулов. Атака была отбита, а итог боя между всадниками ещё оставался неопределённым. Затем герулы выступили против отступавших остготов. Видя это, Теодорих Великий собрал несколько отрядов, которые он спрятал за выстроенными перед неприятелем повозками, и атаковал сражавшихся в передней линии противников, поощряя своих людей к храбрости и бесстрашию. Хотя кавалерия остготов отступила, но всадники аланов и скиров, вместо того, чтобы подчиниться приказу Одоакра, бросились к повозкам, где скрытые отряды остготов уничтожили их. Тем временем остготы перешли в наступление и после кровопролитной схватки обратили герулов в бегство. Атака остготской кавалерии во фланг вынудила герулов отступить к реке, где многие из них или утонули, или были убиты.
Сражение при Вероне стало крупной победой остготов. Однако Теодорих Великий не решился преследовать побеждённых из-за собственных больших потерь. Воины Одоакра оказались прижаты к реке Адидже и не смогли отступить в Верону, а только в столицу королевства Равенну. Остготы же продолжили путь по Постумиевой дороге.
О степени поддержки Одоакра знатью и простыми жителями Италии среди современных нам историков имеются различные мнения. Одни считают, что эта поддержка была достаточно высокой, так как к вторжению остготов Одоакр правил на Апеннинском полуострове уже 13 лет, и за это время против него только дважды поднимались мятежи: в 477 году Бракилы и в 478 году Адариха. Скорее всего, значительной поддержкой пользовалась государственная деятельность Одоакра, хотя имеются данные о некоторых трудностях в финансах, особенно усилившихся в последние годы его правления. Стабильности власти Одоакра способствовало и его покровительство христианам никейского вероисповедания, представителями которых было подавляющее большинство итальянского духовенства и знати. Не вызывает сомнение, что Одоакр пользовался большим авторитетом среди своих воинов, которые остались ему верны до самого захвата власти в Италии Теодорихом Великим в 493 году. Несмотря на военные неудачи Одоакра, почти все высокопоставленные итальянские военачальники (такие как Пиерий, Ливила и Туфа) погибли, сражаясь за своего короля. Другие же историки указывают, что при первых же неудачах Одоакра в войне с Теодорихом Великим многие римские аристократы и представители варварской знати Италии перешли на сторону остготов. Вероятно, не в последнюю очередь поддержка Одоакра обеспечивалась массовой раздачей им своим приближённым государственных ценностей и имущества. Предполагается, что к 489 году «королевство Одоакра было непрочной государственной структурой, погрязшей в административном и финансовом беспорядке, которые усиливались год от года». Как бы то ни было, после сражений при Изонцо и Вероне перед жителями итальянских городов встал выбор: или сопротивляться, или подчиниться захватчикам, или соблюдать нейтралитет, и многие из них начали осознавать, что правление Одоакра подходило к завершению.
Уже осенью 489 года Теодорих Великий подчинил Милан (древнеримский Медиолан) и Павию (древнеримский Тицин). В первом из них ему сдались некоторые из приближённых Одоакра: в том числе, военный магистр Туфа с большим отрядом воинов. Тот был назначен Одоакром на должность только 1 апреля того же года. Согласно некоторым средневековым источникам, после поражения при Вероне Одоакр намеревался обосноваться в Риме, но его жители, опасаясь грабежей со стороны варваров, отказались пустить короля Италии в город. В ответ на это предательство правитель Италии разорил Кампанию. Историки полагают, что это малодостоверное свидетельство. Не вызывает сомнение только то, что в дальнейшем бо́льшую часть времени Одоакр провёл в своей столице Равенне.
Доверившись Туфе, Теодорих Великий отправил его в Равенну с отрядом элитных остготских воинов, но вблизи Фаэнцы тот предал своего нового монарха и возвратился на службу к Одоакру. Находившихся при нём остготов пленили, а затем казнили. Некоторые знатные остготы были схвачены и в цепях доставлены в Равенну, где их также предали смерти.
Предательство лишило Теодориха Великого лучших воинов. Это позволило Одоакру атаковать Павию, разгромив остготов на подступах к городу. Теодорих Великий отступил в этот город, где был осаждён. Затем Одоакр занял Кремону и Милан. Во втором из городов он наказал многих чиновников за переход на службу к остготам.

### Военные действия 490—491 годов

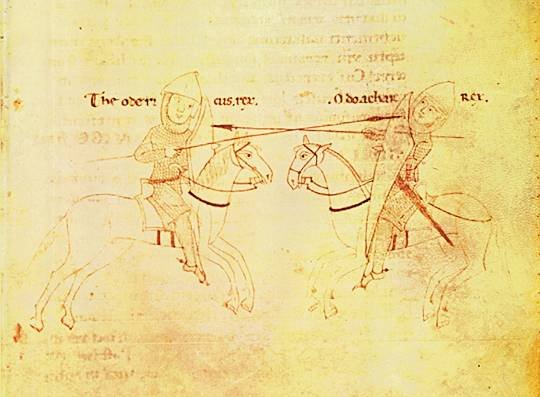
Конный бой Теодориха Великого и Одоакра.
Миниатюра из рукописи Codice Palatino Vaticano (XII век)

В начале 490 года Одоакр был настолько уверен в своей победе, что отправился в Рим, где провозгласил своего сына Телу цезарем. Предполагается, что в дальнейшем (возможно, после отражения вторжения остготов) Одоакр планировал возвести сына на императорский престол. Однако разорение Милана и провозглашение сына цезарем вызвало сильное недовольство среди старой римской аристократии. По свидетельству Кассиодора, Сицилия взбунтовалась против Одоакра и объявила о своём подчинении Теодориху Великому. Король назначил управлять ею Кассиодора Старшего, отца автора этого известия.
Ещё в 489 году оба вождя — Теодорих Великий и Одоакр — направили письма с просьбой о помощи к бургундам. Воспользовавшись случаем, те в 490 или 491 году несколько раз вторгались в Лигурию: неизвестно, в качестве союзника кого из участников конфликта. Бургунды разграбили находившиеся здесь селения и захватили около шести тысяч жителей, уведя пленных во владения своих королей Гундобада и Годегизеля. Итальянцы находились в Бургундском королевстве несколько лет, пока между летом 493 года и летом 496 года по просьбе Теодориха Великого не были освобождены за выкуп при заключении соглашения о браке между Сигизмундом и Острогото. Вандалы также воспользовались войной, вторглись на Сицилию, но в 491 году потерпели такое сокрушительное поражение, что подписали договор, по которому перестали получать от итальянцев ежегодную дань, которую с 477 года платил им Одоакр.
Одоакр из Равенны совершил вылазку и в сражении при Фаэнце разбил остготов. Король Италии преследовал своих врагов до реки Адда (около древнеримского города Ацерре; современный Пиццигеттоне), где Эмилиева дорога пересекала реку.
Летом 490 года Аларих II послал войско вестготов на помощь своим сородичам — остготам. Его приближение вынудило Одоакра снять осаду с Павии и отступить к Адде, где проходила дорога между Кремоной и Лоди. 11 августа здесь произошло ещё одно сражение. Одоакр и его комит доместиков Пиерий расположились в центре боевого порядка, а Туфа на фланге. В свою очередь, центр их противников составляли остготы во главе с Теодорихом Великим, а фланги — вестготы. Сражение началось с не управлявшейся военачальниками рукопашной, в которой победили превосходившие численностью воины Теодориха Великого. В битве погиб Пиерий. Потери были большими с обеих сторон. Основной вклад в победу переселенцев внесли вестготы.
Одоакру пришлось второй раз укрыться в Равенне. После сражения на Адде под властью Одоакра, кроме Равенны, остались только Римини и Чезена.
Тем временем Туфа захватил Тренто, откуда он угрожал остготам нападением. Восстание также произошло в Пинете (около Равенны), когда воины-варвары воспользовались хаосом, чтобы разграбить всё, до чего смогли дойти. У Теодориха Великого также были свои проблемы. так как он вступил в конфликт с вождём ругов Фридерихом. Тот был оставлен для защиты Павии, но стал угнетать местных жителей. Тем самым он вредил имиджу короля остготов в глазах римлян. По просьбе епископа Епифания Павийского 18 или 20 августа 491 года Теодорих Великий вмешался, чтобы навести порядок. Между ним и Фридерихом произошла ссора, после которой вождь ругов приказал своим людям покинуть Павию. Затем c пятью тысячами воинов он прибыл в Тренто и здесь присоединился к Туфе. В 492 или 493 году между Туфой и Фридерихом произошёл конфликт. Его причиной раннесредневековые авторы называли спор между вождями за военные трофеи. Туфа и Фридерих сражались друг с другом где-то между Тренто и Вероной. В этой кровопролитной битве Туфа погиб, а Фридерих с тех пор больше в исторических источниках не упоминался.
Установив контроль над большей частью Апеннинского полуострова, Теодорих Великий обратился к византийскому императору Зинону за обещанным ему титулом короля Италии. Однако тот умер в апреле 491 года, а его преемник Анастасий I был менее враждебен Одоакру. Таким образом, вопрос о будущем статусе бывшей Римской Италии перестал быть актуальным для императорского двора в Константинополе.

### Осада Равенны

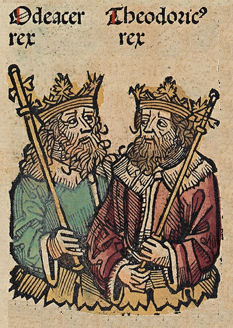
Одоакр и Теодорих.
Миниатюра из Нюрнбергской хроники (1493 год)

Осаждённый в Равенне Одоакр благодаря хорошей укреплённости города и возможности получать снабжение морским путём более двух лет успешно выдерживал осаду остготов. Летом 491 года Одоакр получил подкрепление от живших на Дунае герулов и в ночь с 9 на 10 июля 491 года последний раз попробовал прорваться из города. Однако в сражении, в котором погиб военачальник Ливила и лучшие герульские воины из числа личных телохранителей короля, Одоакр потерпел поражение.
Остготы не могли блокировать Равенну с моря, пока не получили контроль над флотом в Римини (древнеримский Аримин). Этот город был вынужден сдаться из-за начавшегося в нём голода. Таким образом 29 августа 492 года остготы установили полную блокаду столицы Одоакра. Благодаря Риминскому флоту, Теодорих Великий смог полностью блокировать равеннский порт Классис. Вскоре после этого остготам сдалась и Чезена: здесь также начался голод, от которого умерло много жителей, а солдаты нападали друг на друга из-за нескольких граммов еды.

### Окончание войны
25 февраля 493 года равеннский епископ Иоанн III выступил посредником при заключении мирного договора между Теодорихом Великим и Одоакром. По соглашению оба короля должны были совместно править Апеннинским полуостровом. В качестве заложника Одоакр передал Теодориху своего сына Телу, и король остготов поклялся, что тот будет в безопасности. В замен король остготов разорвал союз с императором Византии. 5 марта Теодорих Великий и его воины вошли в Равенну. Возможно, заключению мира с Одоакром способствовали опасения Теодориха Великого, что в конфликт могут вмешаться как сами византийцы, так и всё ещё лояльные Одоакру герулы, скиры и руги. Также возможно, что остготы не обладали достаточным опытом для взятия штурмом столь крупного и хорошо укреплённого города, каким была Равенна. Со стороны же Одоакра компромисс с остготами, скорее всего, был вызван начавшимся в Равенне сильным голодом.
15 марта 493 года Одоакр был собственноручно убит Теодорихом Великим. Король Италии был приглашён правителем остготов на пир, куда явился с отрядом своих телохранителей-букеллариев. Однако они были окружены сотней воинов Теодориха Великого и когда ни один из простых воинов-остготов не решился нанести Одоакру смертельный удар, Теодорих Великий собственноручно убил того. Король остготов оправдывал своё деяние тем, что казнь Одоакра было его кровной местью правителю Италии, убившему его родственников. По свидетельству же Марцеллина Комита, Одоакр был «жертвой лжесвидетельтва». Вдову короля Италии Сунигильду по приказу Теодориха Великого уморили голодом в тюрьме. Брат Одоакра Онульф пытался найти убежище в церкви, но был убит остготскими лучниками. Сын Одоакра Тела был отослан к вестготам в Галлию, но также был казнён, когда попытался возвратиться в Италию. Многие приближённые Одоакра были убиты, а члены их семей подверглись преследованиям. К поддерживавшей бывшего правителя Италии римской знати отнеслись лучше.
Хотя в течение года Теодорих Великий сумел установить контроль над всей территорией Апеннинского полуострова, Византия не спешила официально признать его правителем Италии.

## Последствия

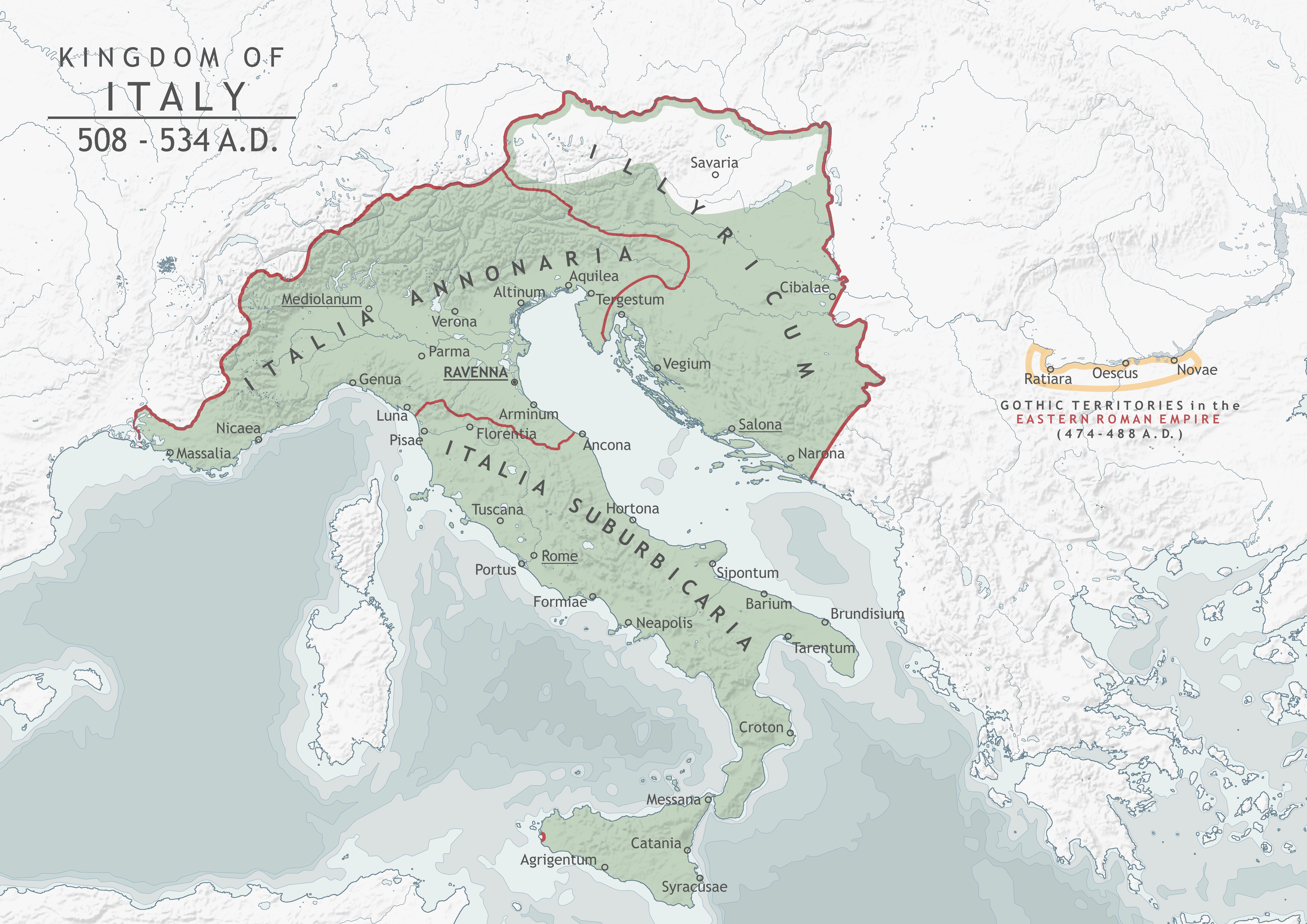
Остготское королевство в 508—534 годы

Несмотря на лояльность Одоакра к римской аристократии, его власть над Италией не смогла достаточно укрепиться и после победы Теодориха Великого в сражении на Адде окончательный успех остготов стал почти неизбежен. Поэтому представитель римского сената Фест отправился в Константинополь в качестве посла остготов уже в конце 490 года. Ещё одно подобное посольство было отправлено в середине 492 года. Тем временем Зинон умер и ему наследовал Анастасий I. Тот медлил с ответом так долго, что Теодорих Великий в марте 493 года короновал себя королём Италии «без разрешения нового императора». В результате посольство сената при императорском дворе получило больше для себя, чем для Амалов: в том числе, назначение члена римской аристократии консулом 495 года. Со своей стороны Теодорих Великий отказался заставить папу римского Геласия I, который был в богословском конфликте с императором, отречься от сана. В 497 году отношения между Остготским королевством и Византией начали улучшаться, о чём свидетельствует избрание консулов в 498 году, один из которых был римлянином, и присылка ему из Константинополя консульских регалий.
Установив контроль над Апеннинским полуостровом, Теодорих Великий как и Одоакр сохранил римский административный аппарат, доверив осуществлять исполнение своих повелений представителям старой римской аристократии. В то же время, в отличие от своего предшественника, новый властитель Италии не провёл нового перераспределения земель, так как остготы, в основном, селились на покинутых и заброшенных участках. По утверждению И. М. Гревса, «благодаря этому испомещение новых переселенцев произошло без крутого переворота, и отношения готов к итальянцам приняли мягкий, миролюбивый характер».
По мнению П. Хизера, завоевание Теодорихом Великим Италии стало как кульминацией миграции остготов, начавшейся с римского кризиса III века, так и процесса, в котором местные элиты, стремившиеся добиться политической автономии, полагались на «полуиноземные группы», такие как остготы и франки, чтобы полностью обособиться от верховной власти императорского двора. Аристократия нескольких римских провинций вела переговоры с вторгшимися в империю варварами и должна была принять тех как народы, хотя и жившие на римской территории, но сохранявшие свои культуру и военную организацию. Главную роль в таком признании сыграли военные победы варваров. В то же время это вынуждало римлян уступать территории, что ослабляло императорскую казну, поскольку больше там не могли собираться государственные налоги. Как следствие, возникли трудности с финансированием римской армии и восполнять потери в живой силе стало возможно только за счёт призвания на военную службу варваров. Это вызвало резкий рост обособленности провинциальной аристократии, ставшей опираться на поддержку варваров. Однако несмотря на постепенный переход государственной власти в империи от Рима в другие административные центры (Константинополь — в Византии, Равенну, Трир (древнеримский Августа Треверорум) и Милан — в Западной Римской империи), идея о Риме как центре большой общественно-культурной общности продолжала существовать ещё несколько веков.
Это указывает на сохранение правовой и культурной преемственности независимо от политических изменений: во всяком случае, такой довод использовал Юстиниан I для оправдания политики по отвоеванию у варваров земель бывшей Римской империи. Это культурное единство вступало в симбиоз с обычаями варваров и превратило территории варварских королевств в нечто, явно отличавшееся от римского мира. Византия сохраняла политическую и административную структуру аналогичную позднеантичной до VII века, когда с началом арабских завоеваний она потеряла бо́льшую часть своих территорий. После этого она претерпела трансформацию, превратившую её в другое по своей структуре государство.